# Košťálov (přírodní památka)
Košťálov je přírodní památka, která zaujímá rozlohu šest hektarů na jižních svazích vrchu Košťálu (též Košťálova, 494 m n. m.) v okrese Litoměřice na území katastru obce Jenčice v CHKO České středohoří.

## Předmět ochrany
Hlavním důvodem ochrany jsou zachovalá rozmanitá teplomilná rostlinná společenstva na jižních svazích Košťálu. Vyskytuje se zde řada chráněných druhů rostlin, např. hlaváček jarní (Adonis vernalis), kosatec bezlistý (Iris aphylla), koniklec luční český (Pulsatilla pratensis subsp. bohemica), tařice skalní (Aurinia saxatilis) či modřenec tenkokvětý (Muscari tenuiflorum). Košťálov je i domovem řady drobných živočichů Při průzkumu v roce 1992 bylo zjištěno 606 druhů motýlů mj. pernatěnka zimolezová (Pterotopteryx dodecadactyla), otakárek fenyklový (Papilio machaon), otakárek ovocný (Iphiclides podalirius) či okáč skalní (Chazara briseis) a 85 druhů obratlovců zejména mlok skvrnitý (Salamandra salamandra), slepýš křehký (Anguis fragilis), pěnice černohlavá (Sylvia atricapilla), budníček lesní (Phylloscopus sibilatrix), linduška lesní (Anthus trivialis), hýl obecný (Pyrrhula pyrrhula), dlask tlustozobý (Coccothraustes coccothraustes), kalous ušatý (Asio otus), myšice lesní (Apodemus flavicollis), lasice hranostaj (Mustela erminea).

## Dostupnost a rizika
Přírodní památka se nachází vzdušnou čarou asi 750 metrů severně od města Třebenice. Po trase červeně značené turistické cesty je vrchol Košťálu a zároveň i území přírodní památky vzdáleno od středu Třebenic zhruba 2,5 km. Vysoká turistická návštěvnost vrcholu kopce se zříceninou hradu Košťálova, při níž mnohdy dochází k pohybu osob mimo značené cesty a k nepovolenému táboření, představuje určitý problém a rizika z hlediska ochrany této lokality.